# U96
U96 — (англ. U Ninety Six: [ˈjuː ˈnaɪnti ˈsɪks]; нем. U Sechsundneunzig: [ʔuː ˈzeks u:nd nˈɔ:ʏntsɪh]) музыкальный коллектив из Гамбурга, созданный в 1990 году инженерами по звуку Инго Хауссом, Хайо Леверенцом (так же известным как Хайо Панаринфо) и Гельмутом Хойнкисом.

## История группы

### 1991—2004: Восхождение и эксперименты
Изначально участники занимались созданием музыки для группы Boytronic, позже к ним присоединился молодой диджей Алекс Кристенсен. Экспериментируя, они сделали в 1991 году электронную обработку заглавной темы, написанной Клаусом Долдингером для немецкого фильма 1981 года «Лодка» про судьбу немецкой подводной лодки U-96 времён Второй мировой войны. Композиция приобрела огромную популярность на танцевальных площадках, но не была востребована радиостанциями. Позже музыканты, взяв имя подводной лодки в качестве названия своего коллектива, выпустили «Das Boot» вместе с другими версиями этой композиции в виде сингла и создали видеоклип с использованием отрывков из фильма. Первый успех послужил причиной продолжения совместного творчества. К марту 1992 года был подготовлен полноценный одноимённый альбом в стиле жёсткого техно, проданный тиражом более миллиона копий.
В таком же стиле был выдержан и следующий альбом «Replugged» 1993 года. Начиная с этого альбома в песнях группы стал использоваться как женский, так и мужской вокал.
Для записи альбома «Club Bizarre» 1995 года были приглашена вокалистка и известная темнокожая певица из Германии Дейзи Ди (англ. Daisy Dee), так же был задействован в полной мере вокал певицы Скади Ланге (нем. Skadi Lange), лишь несколько слов которой можно было слышать в первых двух альбомах. Песня «Club Bizarre» года с вокалом Скади Ланге и «Love Religion» с вокалом Дейзи Ди имели большой успех и стали классикой девяностых.
В 1996 году издан четвёртый альбом U96 «Heaven», который имел большой коммерческий успех. Альбом имеет большую направленность в сторону стиля Евродэнс, но идеи продолжили направление группы, что вместе придало новое звучание проекту. Для записи женского вокала в нескольких песнях была приглашена певица, актриса и хореограф Деа Ли (нем. Dea-Li, Настоящее имя — Дороти Лапи) и американская певица Николь Ярлинг. Позже с участием Деа Ли были записаны синглы «Seven Wonders» и «Calling The Angels», который вышел под её именем.
После успеха «Heaven» группа принялась готовить следующий альбом с участием Деа Ли, который имел рабочее название «Rythm of Life». Для этого альбома было подготовлено 14 композиций, но в 1997 году в связи с переменами в музыкальной индустрии произошёл резкий спад интереса к группе (сингл «Seven Wonders» имел позицию не выше 40 в чартах), и выпуск альбома был отменён.
Проект решил несколько изменить стиль звучания ближе к Электро, но синглы 1998 года «Beweg Dich, Baby» и «Energie» ситуацию не поправили, и в 1998 году наблюдался фактический закат популярности U96.
В начале 2000 года выходит сингл «Das Boot 2001», представляющий собой кавер в современной трансовой обработке. Сингл был довольно успешен в Германии, и было объявлено о выходе второго сингла с нового альбома — «Underwater», однако, и он был отменён для скорейшего выхода двойного диска лучших композиций под названием «Best of 1991—2001», который включал в себя эти песни, несколько старых, а также несколько новых, которые должны были войти в «Rythm of Life».
Следует отметить, что всю музыкальную и вокальную часть выполняли Инго Хаусс и Хайо Леверенц, а Гельмут Хойнкис был автором слов и выполнял функции менеджера группы. Кристенсену же была выбрана роль фронтмена для СМИ и обложек, большей частью из-за внешности. К мелодиям и даже исполнению на синтезаторах в гамбургской студии Алекс не имел никакого отношения. Легко узнаваемый мужской вокал в песнях «Love Sees No Colour», «Night In Motion», «A Night To Remember» и других принадлежит не ему, а Инго Хауссу.
С начала 2000-х годов Кристенсен постепенно отходит от стиля техно в сторону более коммерчески выгодного направления поп-музыки. Отвлекаясь от U96, он занимается продюсированием немецких поп-исполнителей, благодаря чему наиболее известной из них стала певица Ясмин (нем. Yasmin K). Ряд отдельных композиций, среди которых «Flash’s Theme», «Der Erlöser (Superstar)», «Football Is The Game», «World» были записаны тройкой музыкантов без фактического участия Кристенсена.
В 2003 году вышел сингл «We Call It Love», который по стилю максимально приблизился к прогрессивному трансу. Он должен был освежить интерес к группе, однако, из-за некоторых неудачных технических приёмов, он так и остался малоизвестным. Изначально сингл вышел только на виниле, выпуску сингла на CD сопутствовали серьёзные юридические трудности. Лейбл Universal Music GmbH отказался снимать видеоклип на этот сингл, считая это экономически нецелесообразным. Не желая работать даже с синглом, лейбл фактически поставил крест на дальнейшей судьбе группы.

### 2004—2013: Уход из группы Хаусса и Леверенца
Из-за разногласий в группе по поводу стиля в 2004 году уходит творческая тройка коллектива, но их место с Кристенсеном занимает певец, продюсер и гитарист Штефен Хёфелингер (нем. Steffen Häfelinger), который ранее принимал участие в записи сингла «We Call It Love», а также занимался с Кристенсеном протежированием поп-исполнителей.
В 2007 году после продолжительного затишья вышел новый альбом U96 «Out of Wilhelmsburg». Алекс Кристенсен записал этот альбом, пригласив уже добившихся некоторой популярности исполнителей, продвижением которых он занимался. Тем не менее, каждый из трёх бывших участников написал для этого альбома по песне. Этот альбом, за исключением пары треков, полностью состоял из поп-музыки. Выпуску альбома предшествовали два сингла, один из которых был записан с эстрадным певцом Беном, а другой — с гамбургским рэпером Дас Бо.
Хаусс и Леверенц через несколько лет создают музыкальный коллектив «PoTEMKIN» и записывают несколько композиций для альбома под рабочим названием «Virgin Soil». Позднее было объявлено окончательное его название — «Blood Of The Rose». Был известен треклист альбома из десяти треков и приблизительная дата выхода на лейбле, принадлежащем Леверенцу (Major Records) — осень 2010 года, но выпуск так и не состоялся.
В этом же году группу покидает Хёфелингер, таким образом, оставив права на группу у единственного её участника — Алекса Кристенсена.

### С 2014: Перезагрузка
Летом 2014 года стало известно, что бывшие участники группы Инго Хаусс и Хайо Леверенц, взяв себе в помощники нового участника — Йоша Столтена (нем. Josh Stolten), всё-таки решили возродить коллектив с оригинальным стилем под названием «U96 Reboot». Они сумели записать несколько композиций, и даже снять клип на песню «Planet Earth».
В 2015 году участники группы договорились с Кристенсеном о возвращении права на прежнее название. Материал, записанный в составе «PoTEMKIN», был переработан и выпущен в следующем альбоме.
24 февраля 2016 года музыканты на своей страничке в фейсбуке сообщили о выходе Йоша Столтена из коллектива для работы над собственными проектами.
2 марта 2016 года музыканты обратились к своим фанатам о поиске талантливых ремиксеров, кто хотел бы приложить руки к изданию нового альбома. Победители конкурса были объявлены 23 мая на сервисе SoundCloud.. Позднее, эти работы были выпущены в виде самостоятельного релиза, но в альбом так и не попали.
Летом 2017 года выходит сингл «Das Boot 2017» с версией от Tonenation.
В декабре того же года выпущен сингл «Losing Our Time».
Март 2018 — выходит совместный с Вольфгангом Флюром (бывшим участником группы Kraftwerk) сингл «Zukunftsmusik».
В середине июня U96 выпускают сингл «Angels» с Вокалом Terri B!.
В конце июня 2018 года группа выпускает долгожданный студийный альбом «Reboot» на двух компакт-дисках, состоящий из 25 треков. На втором диске записан ранее издававшийся только на виниле EP «The Dark Matter» и два ремикса. Участники группы объявили, что отдохнут несколько недель и приступят к работе над следующим альбомом вместе с Вольфгангом Флюром.
Осенью 2018 года при участии DJ T.H. & Nadi Sunrise выпущен сингл «Das Boot 2018».
В феврале 2019 года вышел сингл «Quo Vadis», записанный совместно с Йоахимом Виттом.
В июне выходит сингл «Night On Earth» с вокалом Amy Fasola, записанный ещё в 2017 году. Изначально не планировалось выпускать его от имени U96, но, по словам участников группы, им очень понравился вокал Amy, песня стала у них одной из любимых, и было решено выпустить её, как сингл U96.
Осенью 2019 года совместно с DJ T.H & Nadi Sunrise изданы в качестве сингла новые версии «Night In Motion», а в мае 2020 года — «Love Religion».
Вскоре, вдохновлённые режимом самоизоляции в связи с распространением коронавируса, участники группы записывают и выкладывают в сеть новый трек — «Nightride». Его официальный выпуск не был запланирован, но по многочисленным просьбам поклонников его издали в качестве сингла.
3 июля 2020 года состоялся релиз первого сингла с предстоящего альбома «Let Yourself Go», а в сентябре того же года — новый альбом «Transhuman».
1 декабря 2020 года при участии Клода-Оливера Рудольфа группа выступила с концертом с балкона Гамбургского планетария, исполнив классические хиты, несколько новых треков в живом звуке, а также старые песни в новой обработке. Концерт транслировался в YouTube.
19 февраля 2021 года от последствий инсульта скончался Гельмут Хойнкис.

## Состав

### Текущий состав
- Инго Хаусс (нем. Ingo Hauss) — вокал, клавишные
- Хайо Леверенц (нем. Hayo Lewerentz) — клавишные

## Дискография

### Альбомы
- 1992 — Das Boot
- 1993 — Replugged
- 1995 — Club Bizarre
- 1996 — Heaven
- 2000 — Best of 1991—2001
- 2007 — Out of Wilhelmsburg
- 2018 — REBOOT
- 2020 — Transhuman
- 2022 — 20.000 Meilen Unter Dem Meer

### Синглы
- 1991 — Das Boot
- 1992 — Come 2Gether
- 1992 — Come 2Gether/Der Kommandant
- 1992 — I Wanna Be A Kennedy
- 1992 — Das Boot/Kennedy Megamix
- 1992 — Ambient Underworld Remixes
- 1993 — Love Sees No Colour
- 1993 — Night In Motion
- 1994 — Inside Your Dreams
- 1994 — Love Religion
- 1995 — Boot II
- 1995 — Club Bizarre
- 1995 — Movin'
- 1996 — A Night To Remember
- 1996 — Heaven
- 1996 — Venus In Chains
- 1997 — In Your Mind
- 1997 — Seven Wonders
- 1997 — Calling The Angels
- 1998 — Beweg Dich, Baby
- 1998 — Energie
- 2000 — Das Boot 2001
- 2003 — We Call It Love
- 2006 — Vorbei
- 2007 — Mr. DJ Put On The Red Light
- 2015 — Planet Earth
- 2015 — The Dark Matter EP
- 2017 — Das Boot 2017 (Tonenation club mix)
- 2017 — Losing Our Time
- 2018 — Zukunftsmusik (feat. Wolfgang Flür)
- 2018 — Das Boot 2018 (feat. DJ T.H. & Nadi Sunrise)
- 2019 — Quo Vadis (feat. Joahim Witt)
- 2019 — Night On Earth
- 2019 — Night In Motion (feat. DJ T.H. & Nadi Sunrise)
- 2020 — Love Religion (The Mixes) (feat. DJ T.H.)
- 2020 — Nightride
- 2020 — Let Yourself Go
- 2020 — Love Religion (The Mixes)
- 2021 — Das Boot (V2)
- 2022 — New Life
- 2022 — Ich, Nemo (feat. Claude-Oliver Rudolph)
- 2023 — Das Boot (V2) (D72 Remix)

## Видеоклипы
- 1991 — Das Boot
- 1992 — I Wanna Be A Kennedy
- 1992 — Das Boot/Kennedy
- 1993 — Love Sees No Color
- 1993 — Night In Motion
- 1994 — Inside Your Dreams
- 1995 — Club Bizarre
- 1995 — Love Religion
- 1995 — Movin'
- 1996 — Heaven
- 1996 — A Night To Remember
- 1996 — Venus In Chains
- 1997 — Seven Wonders
- 1998 — Energie
- 1998 — Beweg Dich, Baby
- 2000 — Das Boot 2001
- 2006 — Vorbei (feat. Ben)
- 2007 — Mr. DJ, Put On The Red Light (feat. Das Bo)
- 2015 — Planet Earth
- 2017 — Losing Our Time
- 2018 — Zukunftsmusik (feat. Wolfgang Flür)
- 2018 — Angels (feat. Terri B!)
- 2019 — Quo Vadis (feat. Joahim Witt. Jay Frog & Amfree Remix)
- 2019 — Night On Earth (feat. Amy Fasola)
- 2020 — Love Religion (feat. DJ T.H.)
- 2020 — Nightride
- 2020 — Let Yourself Go

## Факты
- Ремейков на песню «Das Boot» было сделано большое количество, в том числе исполнителями Aliencity pres. Trinity, Area 51, Chris Menzi pres. Wavetraxx, DJ Neutropix, Guenta K, Lost Mind Music, Manolo Fernandez, Mars W & Vandall, MSP International, The Dreamhouse Orkestra, The Retro Project, Tino Calambar, Tunnel Allstars и другими.
- Песня «I Wanna Be A Kennedy» является кавер-версией песни Fade to Grey группы Visage 1980 года. Для американского варианта одноимённого сингла эта песня была выпущена с текстом и под названием «I Wanna Be in Tennessee».
- Мотив в песне «Ambient Underworld» взят из песни «Native Love (Step By Step)» в исполнении певца Дивайн.
- Песня «Love Sees No Colour» является кавером песни «Lieder Sleeper in Metropolis» певицы Анны Кларк. Впоследствии эта песня сама была переделана исполнителем Ben Sander.
- Песня «Club Bizarre» была перепета несколькими исполнителями, в том числе группой Brooklyn Bounce, Jerry Ropero, Myk Bee, Miss Peppermint, P.O.N.D., а также Andrew Lias в соавторстве с Crew 7 и Paloma.
- Мотив в песне «Love Religion» взят из песни «The Chase» Джорджо Мородера
- Песня «Dark Room Rituals» отсылает к фильму Близкие контакты третьей степени.
- «Replugged» — название популярного в то время телешоу в США, посвященного проблемам семьи. Сама композиция — это заглавная тема к этому шоу.
- Песня «Eve of the War» (на некоторых изданиях альбома она идёт под названием «War of the Worlds») является ремейком части рок-оперы Джеффа Уэйна War of the Worlds.
- В 1996 году U96 совместно с Captain Jack, DJ Bobo, E-Rotic, Fun Factory, Masterboy, Mr. President, PJ & Duncan, Scooter и Worlds Apart записали песню «Love Message», которую исполнили на благотворительном концерте, посвящённом профилактике СПИДа.
- Записи 1997 года «Seven Wonders», «Calling The Angels», «Live at Electrogorsk», «Electric Love» и «Das Boot 2001» были исполнены при участии хора литовских моряков, с которыми Алекс Кристенсен познакомился в Гамбурге.
- Мотив в песне «Energie» взят из песни «Looking For The Perfect Beat» в исполнении Afrika Bambaataa.
- В качестве мелодии для песни «We Call It Love» была взята мелодия песни Дэвида Макуильямса «Days Of Pearly Spencer» 1967 года.
- Мотив в песне «Mr. DJ Put On The Red Light» взят из песни Sweet Dreams (Are Made of This) группы Eurythmics.
- Существуют две совершенно разные песни с одинаковым названием «Underwater» — с альбома 2000 и 2007 года, причём инструментальная партия первой была использована для написания песни «Football Is The Game», которая вышла на сборнике гимнов чемпионата Европы по футболу 2000.
- Группа U96 в разных составах и в разное время была трижды в России: в 1996 (Клуб «Сатурн» и планетарий, Санкт-Петербург), в 2005 (в рамках фестиваля Дискотека 90-х, а позднее — клуб «Дуат»[11], Санкт-Петербург) и в 2015 году (Фестиваль «Strangel Air», Москва). Алекс Кристенсен был в России впервые в 1993 году (Клуб «Титаник», Москва[12]). Хайо Леверенц был в Ленинграде в конце 80х, когда выступал с группой Boytronic.
- России посвящена песня «The One Russian», содержащая партии из русских народных инструментов. Название трека «Live at Electrogorsk» навеяно названием города в России. PoTEMKIN был назван в честь знаменитого броненосца, и создавался при участии одного из московских диджеев. Tрек «It`s All Right» содержит фразы на русском языке.
- Вильгельмсбург нем. Wilhelmsburg — историческое название одного из районов Гамбурга, место рождения Алекса Кристенсена.
- Песня World является кавером, в оригинале исполненной группой Bee Gees.
- Песня Das Boot стала трейлером к компьютерной игре Red Faction в 2001 году.